# 斯蒂德拉·奥斯吉尔松
斯蒂德拉·奥斯吉尔松（1980年7月20日—），冰岛男子手球运动员。他曾代表冰岛国家队参加2008年夏季奥林匹克运动会男子手球比赛，获得一枚银牌。